# Hanna-Maria Seppälä
Hanna-Maria Seppälä (ur. 13 grudnia 1984 w Keravie) – fińska pływaczka, mistrzyni świata z (2003) na basenie 50-m w wyścigu na 100 m st.dowolnym, wicemistrzyni świata z 2006 roku na 100 m stylem zmiennym, 7-krotna medalistka mistrzostw Europy na krótkim basenie, 2-krotna mistrzyni Europy juniorów z Dunkierki (2000).
Hanna-Maria Seppälä jest dokładnie o rok młodsza od Otylii Jędrzejczak.